# Melochia compacta
Espèce
Melochia compacta est une espèce de plantes de la famille des Malvaceae.